# 891

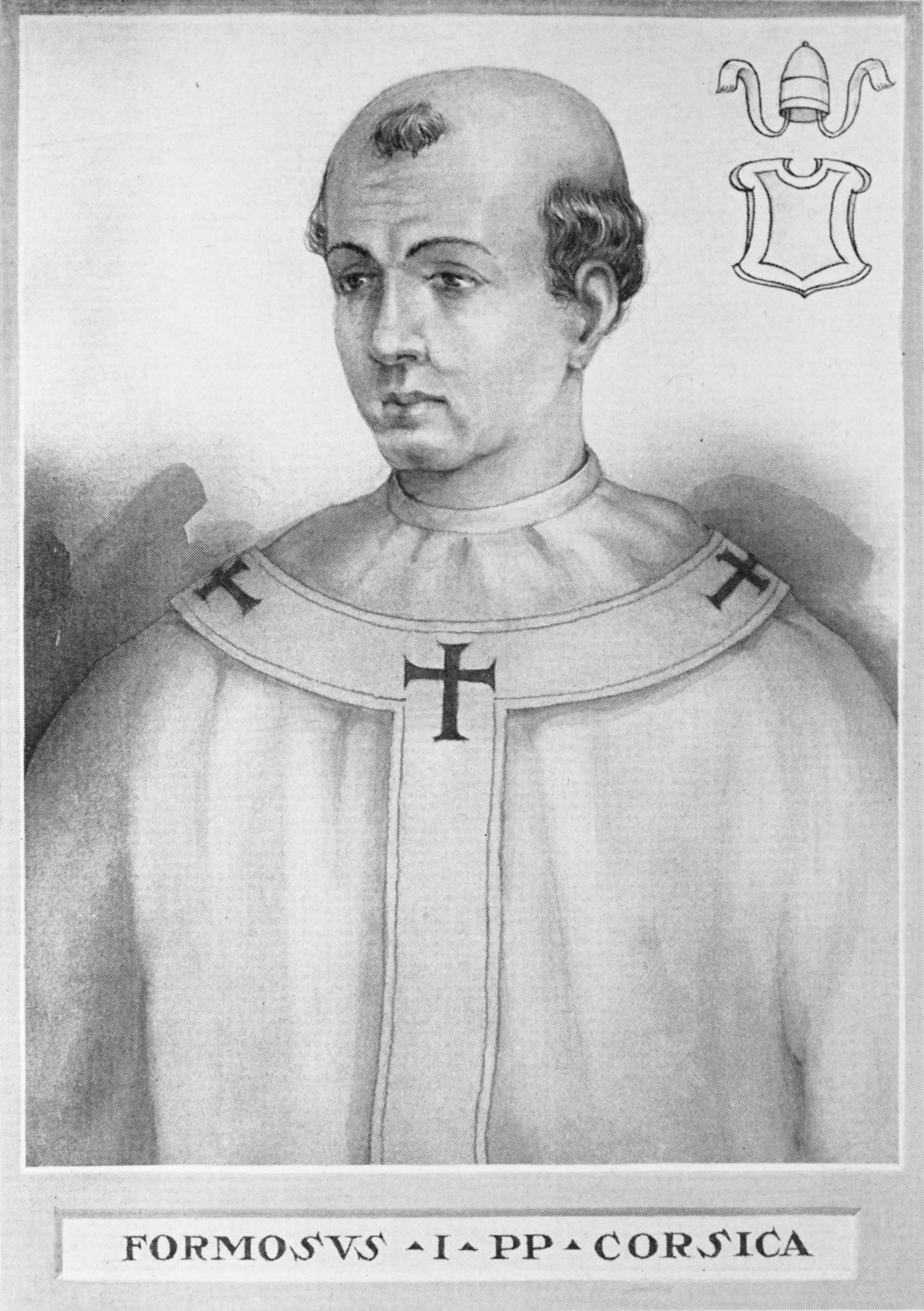
Paus Formosus (ca. 816 - 896)

Het jaar 891 is het 91e jaar in de 9e eeuw volgens de christelijke jaartelling.

## Gebeurtenissen

### Europa
- Guido III, hertog van Spoleto, wordt nadat hij het koningschap over Italië heeft opgeëist in de Lombardische hoofdstad Pavia gekroond tot keizer van het Heilige Roomse Rijk door paus Stephanus V. Hierdoor weet Guido het machtsvacuüm te herstellen (dat ontstaan is na het overlijden van koning Karel de Dikke).
- 1 september - Slag bij Leuven: Een Oost-Frankisch expeditieleger onder bevel van koning Arnulf van Karinthië verslaat bij Leuven, aan de rivier de Dijle, de Deense Vikingen die Lotharingen zijn binnengevallen. Hierdoor eindigen de rooftochten in de Lage Landen en wordt de dreiging van de Vikingen verminderd.[1]
- Mutimir, heerser (župan) van Servië, overlijdt na een regeerperiode van 27 jaar. Hij wordt opgevolgd door zijn oudste zoon Prvoslav.
- Eerste schriftelijke vermelding van Bimmen (Duitsland).

## Religie
- 14 september - Paus Stephanus V overlijdt in Rome na een pontificaat van 6 jaar. Hij wordt opgevolgd door Formosus (voormalig bisschop van Porto) als de 111e paus van de Katholieke Kerk.

## Overleden
- 6 februari - Photius I, patriarch van Constantinopel
- 14 september - Stephanus V, paus van de Katholieke Kerk (885-891)
- Mutimir, heerser (župan) van Servië